# Benedikt Pichler
Benedikt Pichler (ur. 20 lipca 1997 w Salzburgu) – austriacki piłkarz występujący na pozycji napastnika w niemieckim klubie Holstein Kiel.
Wychowanek USK Gneis i USK Anif. W seniorskiej karierze występował także w SV Grödig, Austrii Klagenfurt i Austrii Wiedeń.